# Gerhard Schutte
Gerhard Frederik Marinus Schutte (opa Schutte) (Haarlem, 10 mei 1901 - onbekend, 17 juli 1978) was een Bloemendaalse tandarts en een bekend judoka. 
Kort na de Tweede Wereldoorlog kwam dr. Schutte op 46-jarige leeftijd in aanraking met het judo. Zijn eerste leermeester was de judopionier Jaap Nauwelaerts de Agé. In 1948 richtte Schutte in Haarlem een judoschool op (Kenamju) en in 1950 de Nederlandse Amateur Judo Associatie (N.A.J.A., uiteindelijk samengevoegd met andere judobonden tot de Judo Bond Nederland). Tot op hoge leeftijd bleef Schutte actief in het judo.